# Jugal Himal
Der Jugal Himal ist ein Gebirgsmassiv im Zentral-Himalaya, 70 km nordnordöstlich von Kathmandu, an der Grenze zwischen China und Nepal.
Der Jugal Himal erstreckt sich zwischen dem Flusstal des Sunkoshi im Osten und den Flusstälern von Balephi Khola und Langtang Khola im Westen. Höchster Gipfel ist der 8027 m hohe Shishapangma. Das Gebirgsmassiv liegt überwiegend auf tibetischer Seite. Im Westen, jenseits des Langtang-Tales schließt sich der niedrigere Langtang Himal an. Südlich des Langtang-Tales bildet der Gebirgszug Chimsedang Lekh eine westliche Fortsetzung des Langtang Himal. Der Tilman's Pass verläuft zwischen den beiden Gebirgsgruppen.

## Berge und Gipfel
Die bedeutendsten Gipfel des Gebirgsmassivs von Norden nach Süden sind:
| Name                           | Höhe in m | Land                      |
| ------------------------------ | --------- | ------------------------- |
| Porong Ri                      | 7292      | Volksrepublik China       |
| Risum                          | 7050      | Volksrepublik China       |
| Yebokangal Ri*                 | 7365      | Volksrepublik China       |
| Shishapangma                   | 8027      | Volksrepublik China       |
| Phola Gangchen* (Molamenqing)  | 7661      | Volksrepublik China       |
| Pungpa Ri*                     | 7445      | Volksrepublik China       |
| Nyanang Ri                     | 7071      | Volksrepublik China       |
| Pemthang Karpo Ri (Dome Blanc) | 6830      | Nepal/Volksrepublik China |
| Langshisa Ri                   | 6427      | Nepal                     |
| Gurkarpo Ri                    | 6889      | Nepal/Volksrepublik China |
| Loenpo Gang (Big White Peak)   | 6979      | Nepal/Volksrepublik China |
| Dorje Lhakpa                   | 6966      | Nepal                     |
| Urkeminmang                    | 6151      | Nepal                     |

* Yebokangal, Phola Gangchen und Pungpa Ri gelten aufgrund einer zu geringen Schartenhöhe lediglich als Nebengipfel.